# 越南国
越南国（越南语：／?）是1949年—1955年存在於今越南的政權，1949年—1954年間為法蘭西聯盟構成國，實行君主立憲制。1954年日內瓦會議後放棄了北半部的統治，同年吳廷琰上臺，並於次年通過公民投票廢黜了保大帝，將國家改組為越南共和國。

## 歷史

### 越南統一（1947－48）
八月革命之後越盟迅速奪取越南全境，并於1945年9月2日宣告成立越南民主共和國。
1947年2月法國重奪河內，迫使越盟退進叢林展開游擊戰。
為削弱胡志明在越南的影響力，法屬印度支那當局支持遜帝保大出山以扶植本地政府。而他已經在越南帝國瓦解后於1945年8月25日退位。
1948年6月5日，《下龍灣協定》許諾創建統一的越南政府以取代法蘭西聯盟所屬的東京（北部）和安南（中部），以及印度支那聯邦（後者包含相鄰的寮王國和柬埔寨王國）。然而南圻的狀況有所不同。作為殖民地暨自治共和國，南圻通過當地議會表決而與越南其他地區合併，繼而獲得法國國民議會批准。在這段過渡時期內，以阮文春為首的越南臨時中央政府宣告成立，而保大在就任國長之前還在等待國家統一。
然而越南民主共和國成立後很快就基本掌控了全境。翌年又開展議會選舉，有高達89%的合法選民參與投票（北部和南部），越南民主共和國已然成為越南的合法政權。
隨著《下龍灣協定》在多個方面的影響（但不包括公民投票）在1946年3月6日體現出來，越南民主共和國的胡志明與法蘭西共和國臨時政府菲力克斯·古安的代表喬治·蒂埃里·阿讓利厄上將簽署《印度支那獨立公約》，一定程度上認定了越南國是法蘭西第四共和國的傀儡政權。

### 法蘭西聯盟（1949－54）
1949年5月20日，法國國民議會同意南圻與越南其他地區統一，6月14日生效，隨後7月2日越南國正式成立。1949年—1954年，隨著與交趾支那的統一，越南國從法國獲得了部分自治權力，並且是法蘭西聯盟的聯繫邦。
第一次印度支那戰爭期間，通過越南國軍與越盟的戰鬥，保大為了爭奪作為越南合法政府的法理與共產黨領導人胡志明對抗。
越南國得到了法蘭西第四共和國和美國（1950年—1954年）的支持，而胡志明有中華人民共和國的後援，還有少部分來自蘇聯的支持。即使有法國的支持，到1952年，越南60%的地區已經在越盟掌控之下。

### 越南分裂（1954年—1955年）
經過日內瓦會議，加之從法蘭西聯盟完全獨立，越南國被限定在北緯17度線以南地區統治，後來成為越南共和國。共產黨的力量則於1954年10月10日進入河內。
大規模半自願性的北越反共人士，尤其是羅馬天主教徒的移民活動則通過1954年到1955年間美法合作的自由之路行動展開。

## 政治

### 越南臨時中央政府（1948年—1949年）
1948年5月27日，南圻總理阮文春成為越南臨時中央政府總理（Thủ tướng lâm thời），與交趾支那合並之前的一段時間有時被稱作「前越南」。

### 越南國（1949年－1955年）
1949年7月14日，保大就任越南國國長（Quốc trưởng），他還短暫兼任總理（Kiêm nhiệm Thủ tướng）。
1955年10月26日，越南共和國宣告成立，吳廷琰成為第一任總統。

### 領導人
|   | 名字   | 就任          | 卸任           | 頭銜                 |
| - | ------ | ------------- | -------------- | -------------------- |
|   | 阮文春 | 1948年5月27日 | 1949年7月14日  | 越南臨時中央政府總理 |
| 1 | 保大   | 1949年7月14日 | 1950年1月21日  | 總理，同時任國長     |
| 2 | 阮攀龙 | 1950年1月21日 | 1950年4月27日  | 總理                 |
| 3 | 陳文友 | 1950年5月6日  | 1952年6月3日   | 總理                 |
| 4 | 阮文心 | 1952年6月23日 | 1953年12月7日  | 總理                 |
| 5 | 宝蔍   | 1954年1月11日 | 1954年6月16日  | 總理                 |
| 6 | 吳廷琰 | 1954年6月16日 | 1955年10月26日 | 總理                 |

### 1955年公民投票，越南共和國
在南越，1955年10月23日發起的公民投票決定南越的未來發展方向，人們將選擇保大還是吳廷琰作為南越的領導人。選舉期間，吳廷瑈與勤勞黨在組織和監督選舉過程中支援吳廷琰的選舉基礎，尤其是貶損保大聲譽的宣傳陣營。保大的支持者被禁止參與競選，并被吳廷瑈的人襲擊。官方結果顯示98.2%的選票投向了吳廷琰，這一令人難以置信的高選票率被認定為欺詐。投票總人數比注冊選民總數遠遠超出了380,000，進一步的證據顯示這場公民投票被嚴重操控。例如，西貢僅有450,000名注冊選民，但是有605,025票據稱投給了吳廷琰。10月26日，吳廷琰宣告成立越南共和國，他重組軍隊，獲得美國支持，尋求與北越對抗；而在越南戰爭中越共取代了越盟。

## 軍事
隨著1949年愛麗舍協定的簽署，保大得以建立越南國軍為其國防力量。
該部隊效忠越南國，由阮文馨將軍指揮。

## 經濟

### 貨幣
在法蘭西聯盟內流通的貨幣是法屬印度支那元。紙幣由「柬埔寨、寮國和越南發行機構」（Institut dʼEmission des Etats du Cambodge, du Laos et du Viêt-Nam）發行。

## 行政區劃

### 自治區
隨著越南國的建立及政府機關的組建，保大國長簽發兩道諭旨涉及地方政府和管理，尤其是1號諭旨《越南國內民政機關的組織和運作》和2號諭旨《關於政府辦公室的法規》。這些條例將全國分為三大自治區，即北越（Bắc Việt，原東京）、中越（Trung Việt，原安南）和南越（Nam Việt，原南圻），各個自治區皆由首席長官（Thủ hiến）領導。
1954年8月4日，越南國政府頒布第21號條例，廢除自治區及其長官的權力，由中央政府對其所有轄區委任的代表取而代之。原先的三個自治區分別改稱北份（Bắc phần）、中份（Trung phần）和南份（Nam phần）。

### 皇朝疆土
皇朝疆土原是阮朝為京族佔少數的地區推行的保護地及領地的理念，後來成為越南國的一種行政區。1950年4月15日設立，1955年3月11日廢除。在皇朝疆土，保大國長仍使用「皇帝」稱號。
皇朝疆土包含了原屬南印度支那上游地區的五個省份：
1. 同狔上省
2. 林園省
3. 波來古省
4. 多樂省
5. 崑嵩省

在北份包含以下省區：
1. 和平省（芒族自治區）
2. 豐收縣（泰族自治區）
3. 萊州省（泰族自治區）
4. 山羅省（泰族自治區）
5. 老街省（苗族自治區）
6. 河江省（苗族自治區）
7. 北𣴓省（土族自治區）
8. 高平省（土族自治區）
9. 諒山省（土族自治區）
10. 海寧省（農族自治區）
11. 芒街（農族自治區）

## 外部連結
维基共享资源上的相關多媒體資源：越南国